# De hoogvliegers van de cavalerie
De hoogvliegers van de cavalerie is het 8ste album uit de stripreeks De Blauwbloezen. Het werd getekend door Willy Lambil en het scenario werd geschreven door Raoul Cauvin. Het album werd uitgegeven in 1976.

## Verhaal
Na het laatste slagveld is de 22ste cavalerie zo uitgedund, dat Blutch en sergeant Chesterfield even geen onderdeel hebben. Al gauw worden zij (onder valse voorwendselen) ingezet voor een geheime missie. Deze missie vindt plaats in de nieuwste spionage-uitvinding, genaamd de luchtballon. Het doel is om kapitein Stark te bevrijden, deze is tijdens de laatste slag gevangengenomen door de zuidelijken. Blutch en Chesterfield moeten hem zien te bevrijden en ook achter de plannen van de zuidelijken zien te komen over hun volgende stappen.

## Personages in het album
- Blutch
- Cornelius Chesterfield
- Kapitein Stark